# رکوردهای جغرافیایی ایران

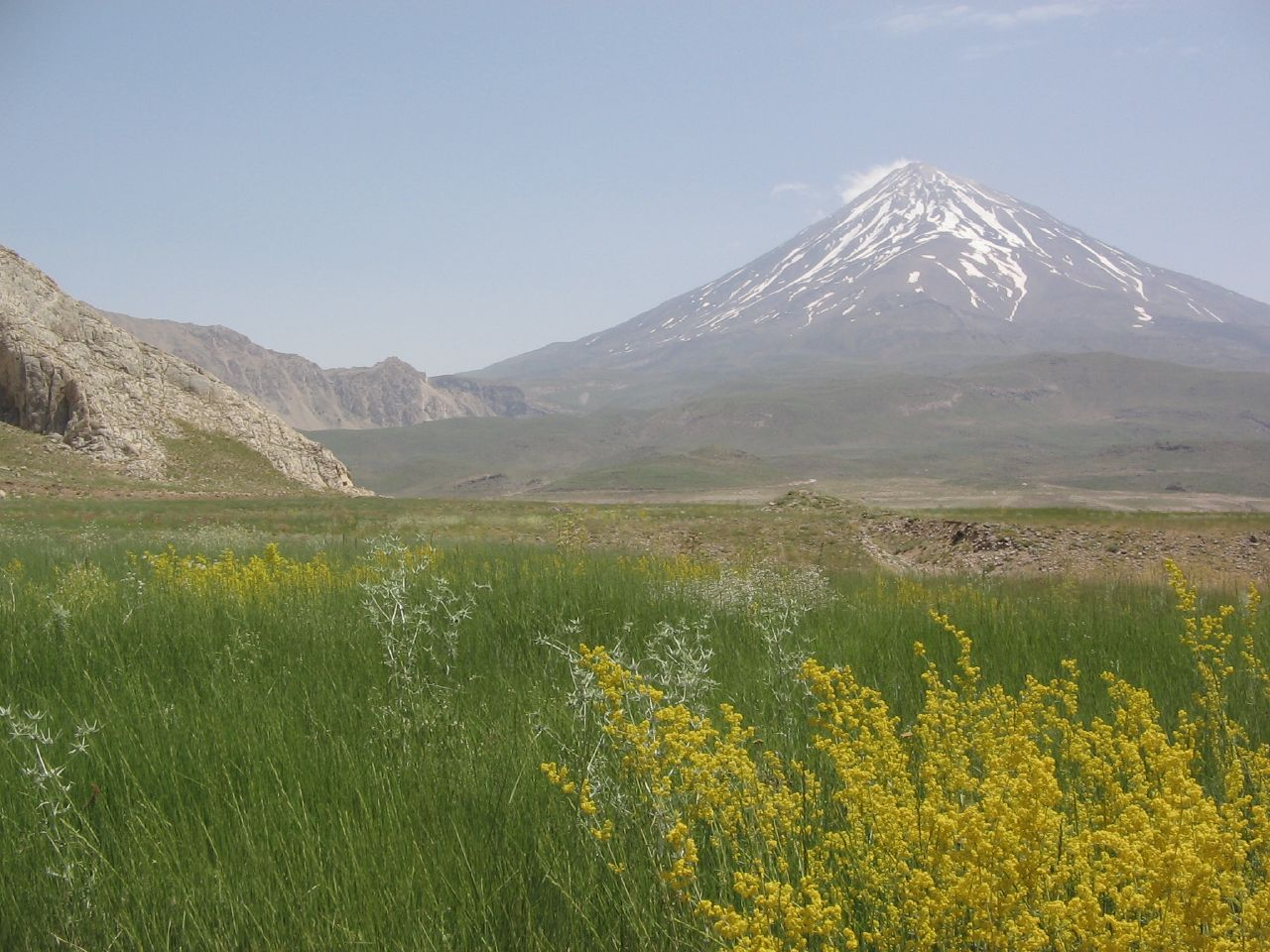
دماوند، بلندترین کوه ایران است.

رکوردهای جغرافیایی در ایران به نقاطی گفته می‌شوند که دارای بیشترین یا کمترین مقدار از نظر مختصات جغرافیایی، ارتفاع، دما و … هستند.

## مختصات شهر ها و جزیره ها
- شمالی‌ترین نقطه: قوش در استان آذربایجان غربی با مختصات جغرافیایی ۳۹°۴۵′۰۸″ شمالی ۴۴°۳۷′۲۲″ شرقی / ۳۹٫۷۵۲۲۲°شمالی ۴۴٫۶۲۲۷۸°شرقی. (چشمه ثریا شمالی‌ترین منطقه ایران)
- جنوبی‌ترین نقطه: پسابندر در استان سیستان و بلوچستان با مختصات جغرافیایی ۲۵°۰۴′۰۳″ شمالی ۶۱°۲۴′۵۸″ شرقی / ۲۵٫۰۶۷۵۰°شمالی ۶۱٫۴۱۶۱۱°شرقی .
- غربی‌ترین نقطه: سیلو معقول در استان آذربایجان غربی با مختصات جغرافیایی ۳۹°۲۲′۵۶″ شمالی ۴۴°۲′۵۷″ شرقی / ۳۹٫۳۸۲۲۲°شمالی ۴۴٫۰۴۹۱۷°شرقی.
- شرقی‌ترین نقطه: کوهک در استان سیستان و بلوچستان با مختصات جغرافیایی ۲۷°۲۴′۴۲″ شمالی ۶۳°۱۹′۰۵″ شرقی / ۲۷٫۴۱۱۶۷°شمالی ۶۳٫۳۱۸۰۶°شرقی.
- مرکزی ترین نقطه: برج ساعت مارکار در میدان مارکار یزد با مختصات جغرافیایی ۳۱°۵۳′۱٫۸۲″ شمالی ۵۴°۲۲′۵٫۹۲″ شرقی / ۳۱٫۸۸۳۸۳۸۹°شمالی ۵۴٫۳۶۸۳۱۱۱°شرقی.

## رکورد های ارتفاعی
- بلندترین نقطه: قله دماوند با ارتفاع ۵۶۱۰ متر از سطح آب‌های آزاد. (بلندترین آتشفشان آسیا و خاورمیانه)
- پایین‌ترین نقطه: دریای خزر با ارتفاع منفی ۲۸ متر از سطح آب‌های آزاد.

## رکوردهای آب و هوایی

### دما
- بالاترین دمای هوا و گرمترین شهر: ۶۳ درجه سانتی‌گراد در شهر ابادانابادان در استان خوزستان. (۲۹ ژوئیه ۲۰۱۷) [۱]
  - بالاترین دمای سطح کره زمین و رکورد جهانی: ۷۱ درجه سانتی‌گراد در دشت لوت در استان کرمان. (۲۰۰۵) [۲][۳][۴][۵]
- پایین‌ترین دمای هوا و سرد ترین شهر: منفی ۴۶ درجه سانتی‌گراد در شهر بستان آباد در استان آذربایجان شرقی. [۶][۷]